# Dodge Viper
Dodge Viper – samochód sportowy klasy średniej produkowany pod amerykańską marką Dodge w latach 1991 – 2017.

## Pierwsza generacja

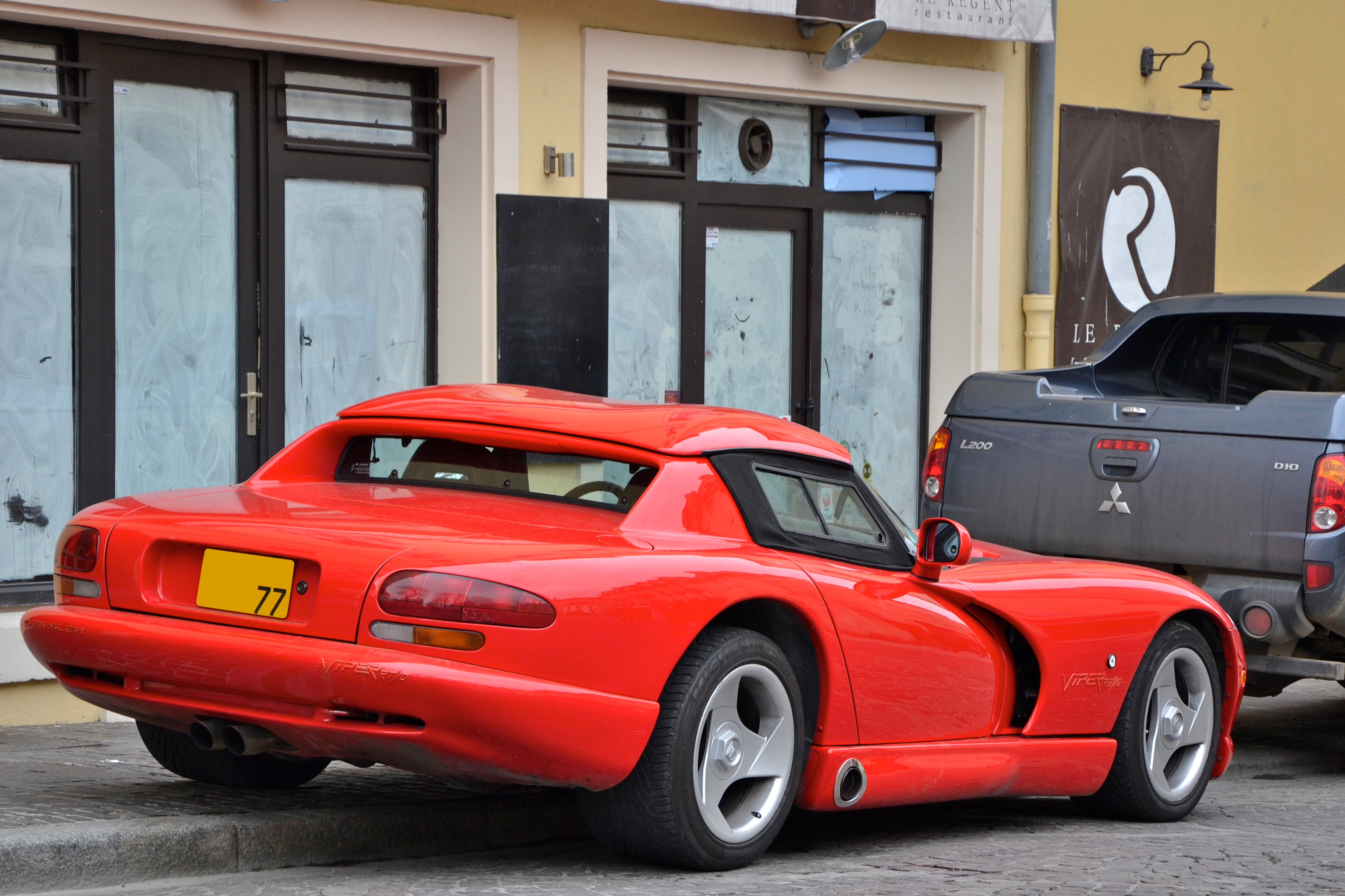
Dodge Viper I - tył

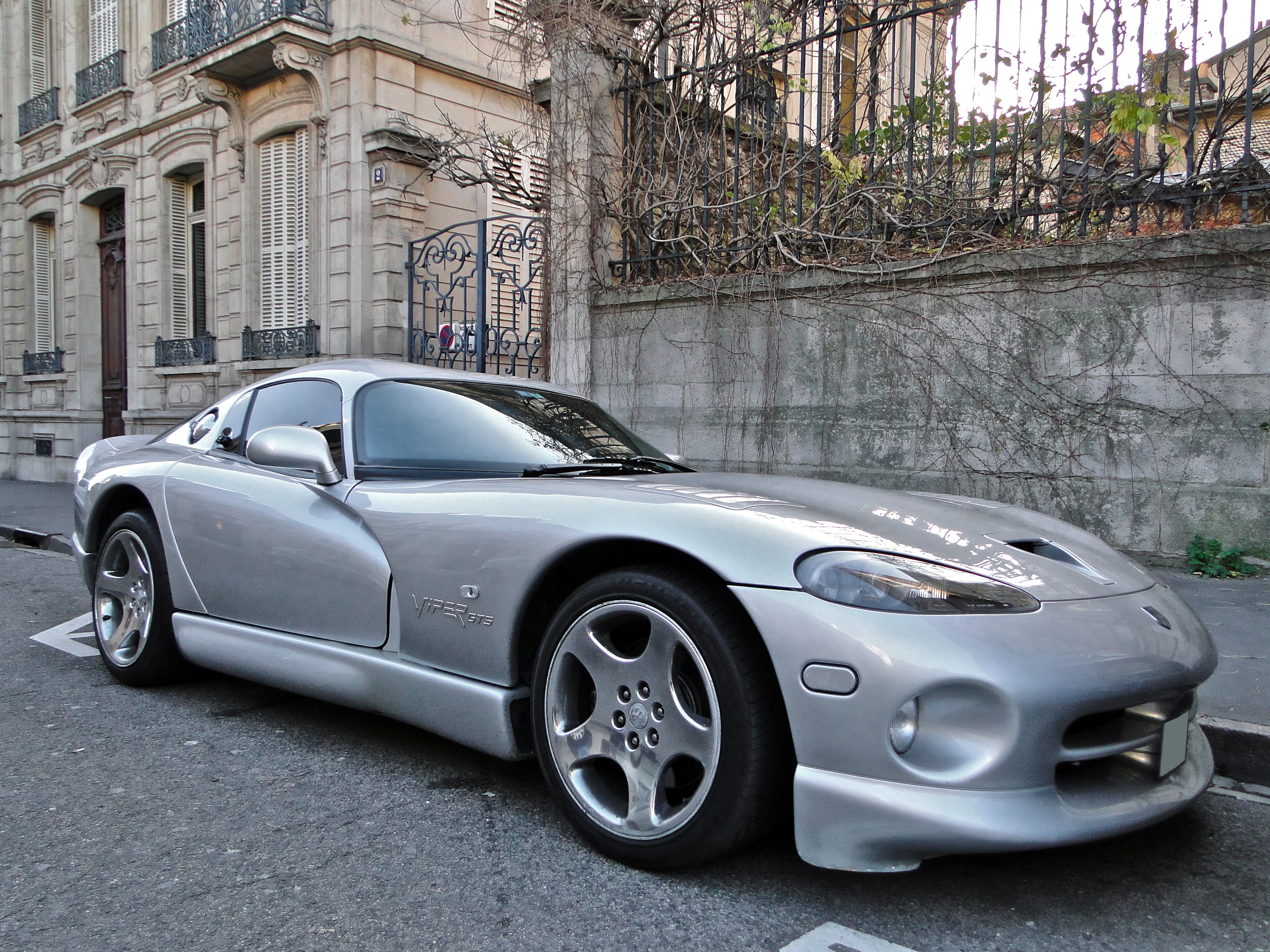
Dodge Viper II GTS po liftingu

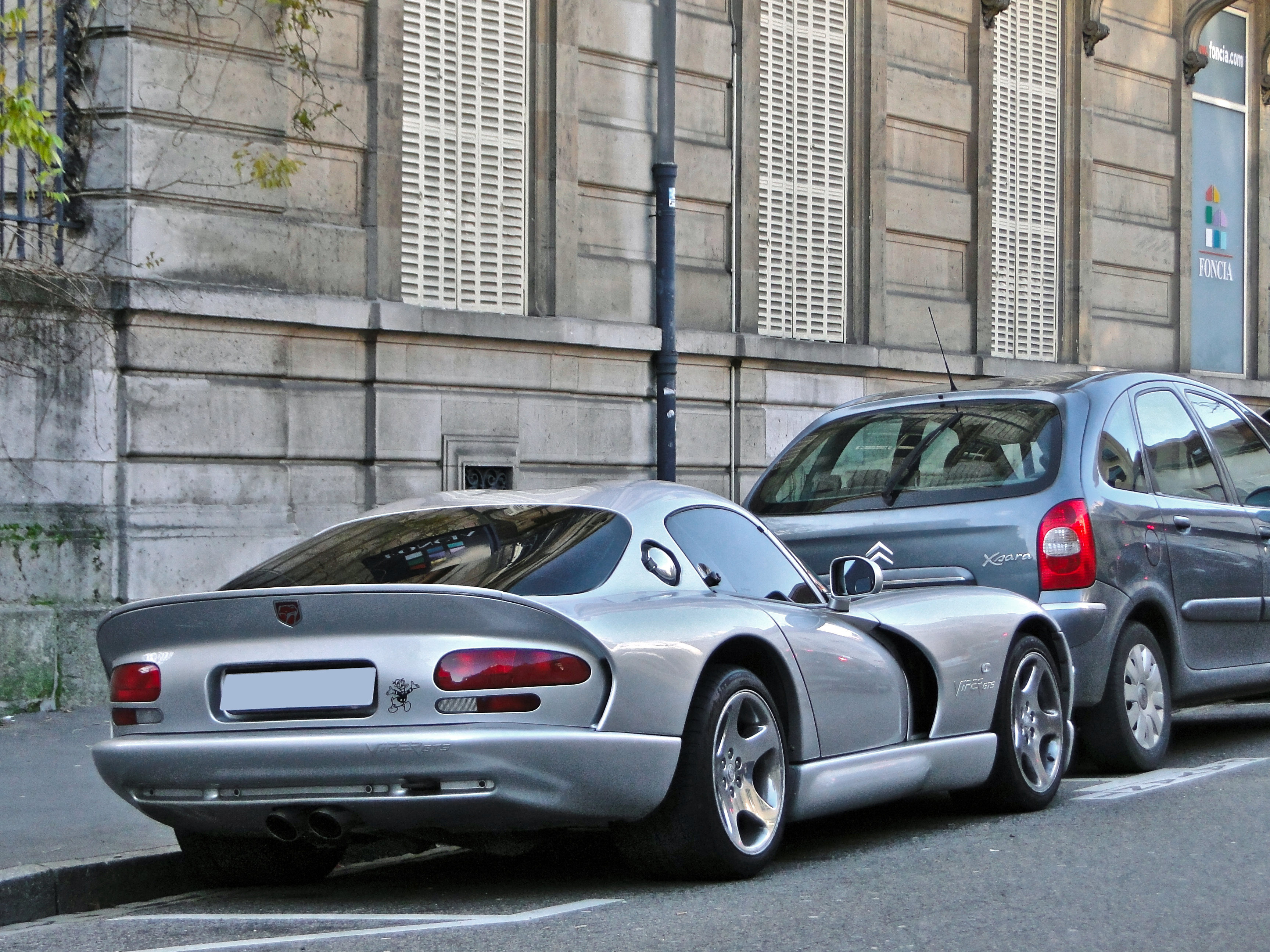
Dodge Viper II GTS - tył po liftingu

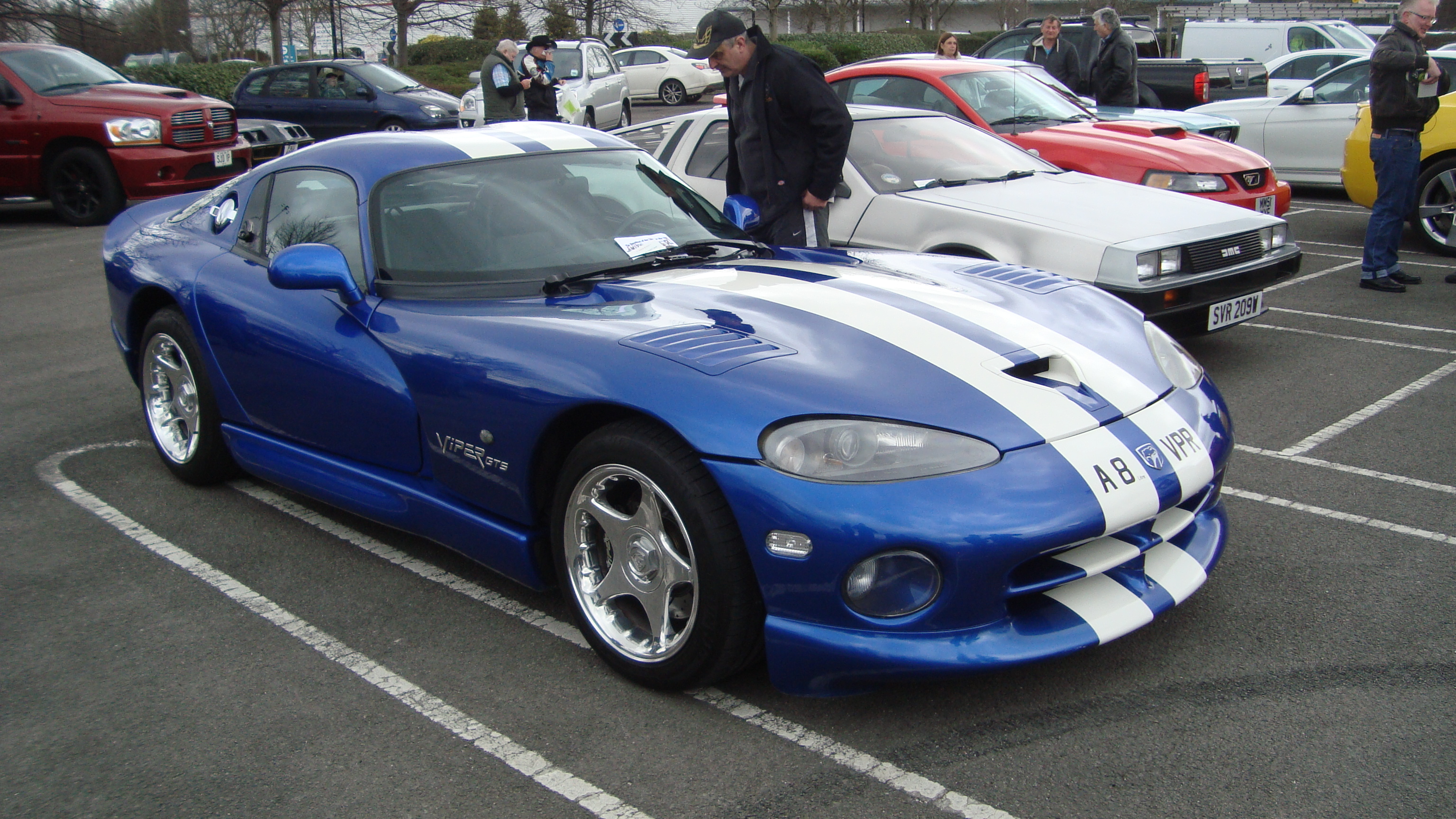
europejski Chrysler Viper

Dodge Viper I został zaprezentowany po raz pierwszy w 1991 roku.
Pod koniec lat 80. XX wieku koncern Chrysler rozpoczął prace nad nowym samochodem sportowym marki Dodge, którego premiera odbyła się w 1991 roku. Efektem był model Viper z awangardowym projektem nadwozia autorstwa Toma Gale'a. Charakterystycznymi elementami stała się aerodynamiczna sylwetka, z wysoko osadzonymi reflektorami w owalnopodobnym kształcie i podobnie uformowane tylne lampy. Ponadto samochód zyskał duże wloty powietrza na krawędzi przednich błotników, a także długą maskę i nisko osadzoną kabiną pasażerską.

### Lifting
W 1995 roku Dodge zaprezentował gruntownie zmodernizowanego Vipera pierwszej generacji, który zyskał zmodernizowany wygląd zarówno przedniej, jak i tylnej części nadwozia. Pojawił się większy wlot powietrza w przednim zderzaku, przemodelowane oświetlenie i większe wloty powietrza.

### Europa
Wersja po modernizacji z 1995 roku trafiła do sprzedaży także w Europie pod marką Chrysler jako Chrysler Viper, gdzie był oferowany w limitowanych seriach.

### Wersje
- Viper ACR
- Viper GT2
- Viper R/T
- Viper GTS
- Viper GTS-R
- Viper RT10

## Druga generacja

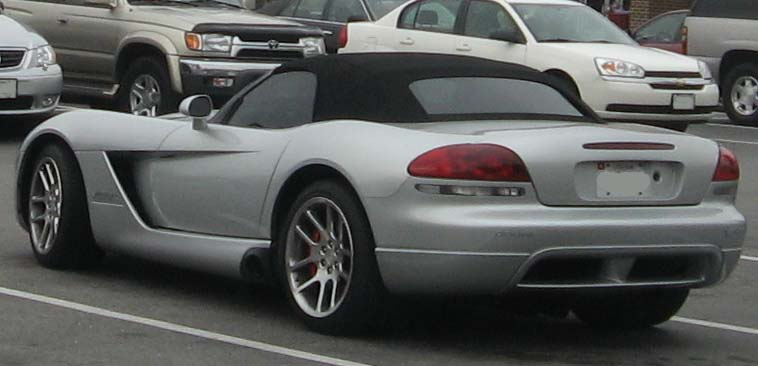
Dodge Viper II - tył

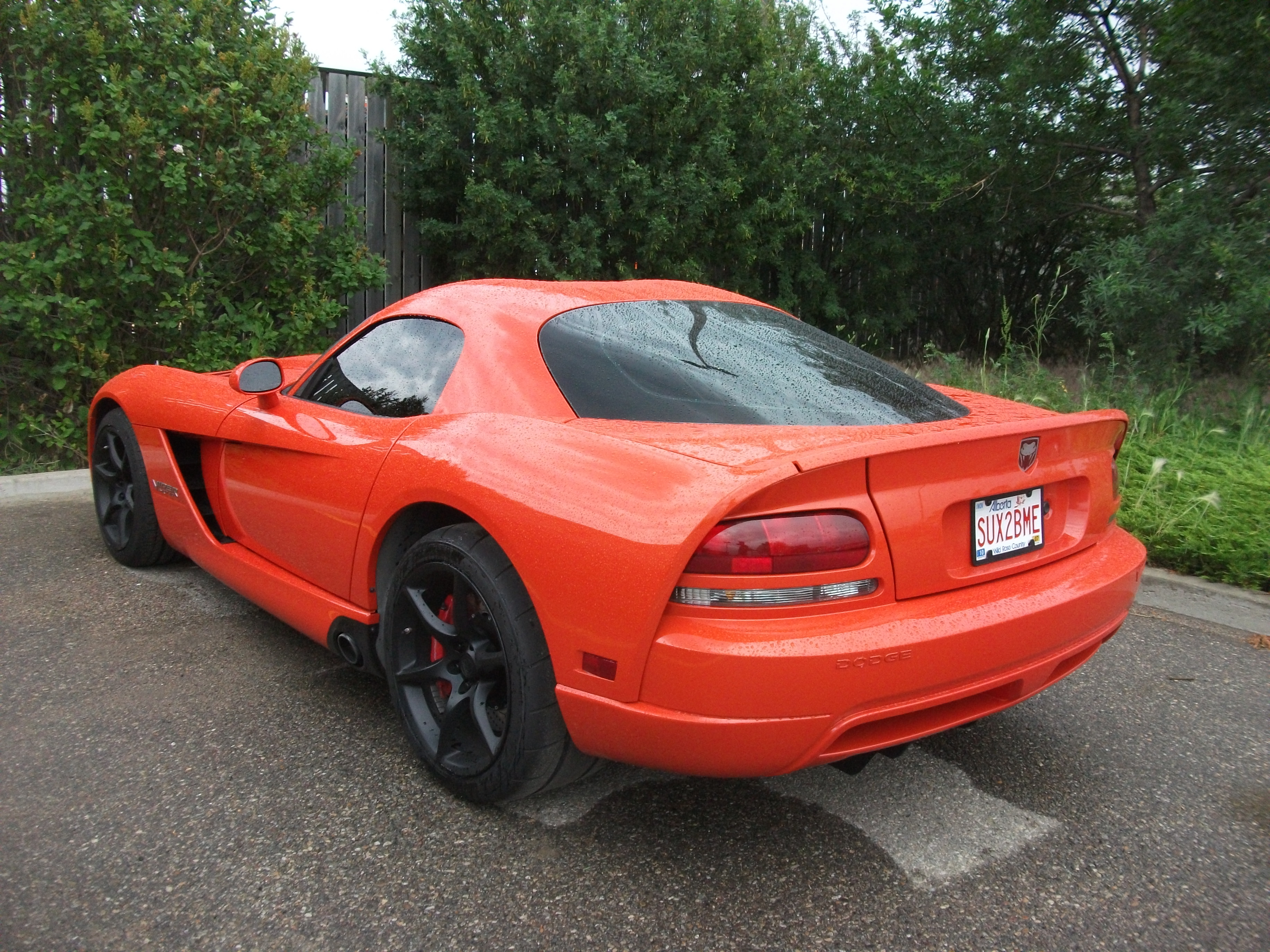
Dodge Viper II GTS

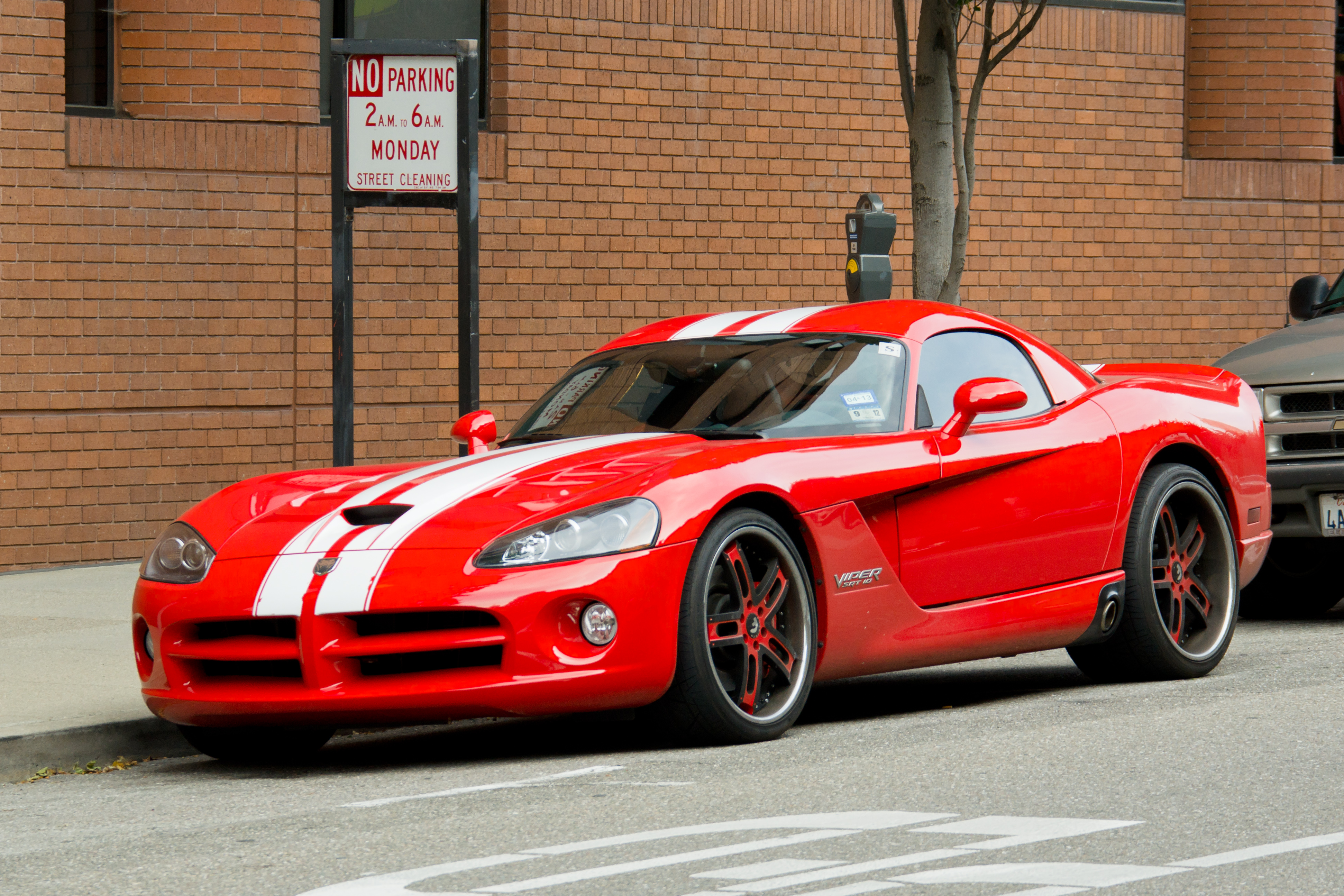
Dodge Viper II GTS po liftingu

Dodge Viper II został zaprezentowany po raz pierwszy w 2002 roku.
W 2002 roku Dodge zaprezentował pierwszą od 11 lat, zupełnie nową drugą generację Vipera. Samochód zbudowano na zmodernizowanej poprzednika, a pod kątem stylistycznym pojawił się ewolucyjny zakres zmian. Nadwozie zyskało bardziej wygładzone proporcje, z podobnym rozmieszczeniem oświetlenia i wlotów powietrza. Ofertę nadwoziową tworzyła zarówno wersja roadster, jak i coupe.

### Lifting
W 2007 roku Dodge zaprezentował Vipera po gruntownej modernizacji, w ramach której pojawił się zmodyfikowany i większy wlot powietrza w przednim zderzaku. Ponadto, zmieniono też kształt zderzaków a także zmodyfikowano gamę dostępnych lakierów i wersji specjalnych.

### Wersje
- Viper Competition Coupe
- Viper DCC
- Viper SRT10 Coupe ACR
- Viper SRT10 Coupe ACR-X

### Osiągi[6]
- czas rozpędzania od 0 do 100 km/h - 3,8 s
- prędkość maksymalna - 325 km/h
- średnie zużycie paliwa - 19 l/100 km
- spalanie (miasto) - 26,2-31,4 l/100 km

### Silnik[6]
- liczba cylindrów - 10
- pojemność skokowa - 8382 cm³
- moc przy danej liczbie obrotów - 600 KM/ 6000 obr./min
- moment obrotowy przy danej liczbie obrotów - 760 Nm/ 5600 obr./min
- średnica cylindra / skok tłoka - 103 / 100,6 mm
- stopień sprężania - 10,2:1
- układ rozrządu / liczba zaworów na cylinder - OHV / 2
- rodzaj zasilania - wtrysk benzynowy
- liczba biegów - 6
- skrzynia biegów - manualna Tremec TR6060

### Podwozie
- rodzaj napędu - układ klasyczny
- seryjne ogumienie - p: P 275/35 Z R 18   t: P 345/30 Z R 19
- zawieszenie przednie - wahacz poprzeczny ze sprężyną śrubową
- zawieszenie tylne - wahacz poprzeczny ze sprężyną śrubową
- hamulce - tarczowe
- tarcze - przód / tył - 14-calowe wentylowane
- zaciski - przód / tył - 4-tłoczkowe
- wspomaganie kierownicy - standard
- układ przeciwpoślizgowy ABS - standard

## Trzecia generacja

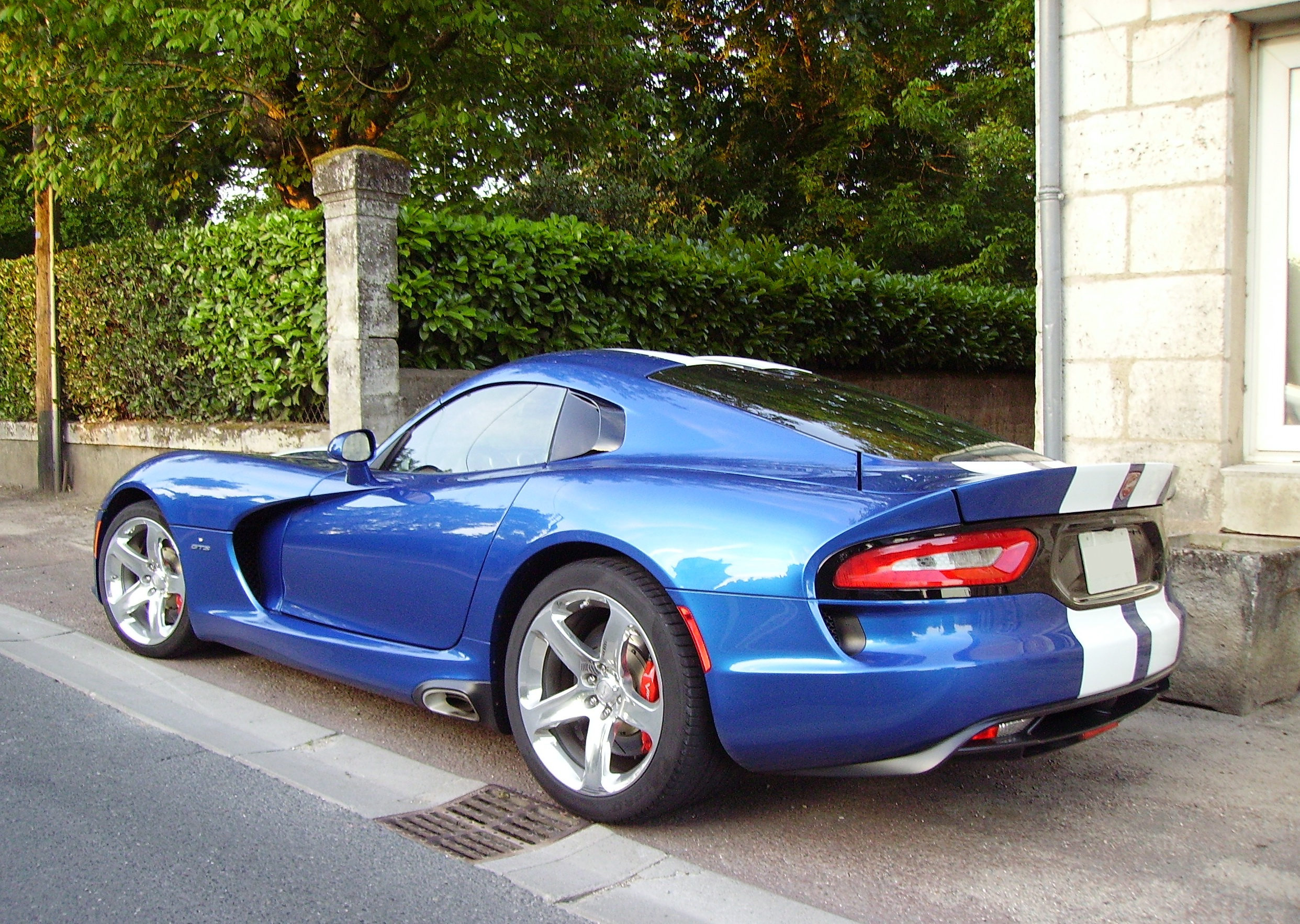
Dodge Viper III - tył

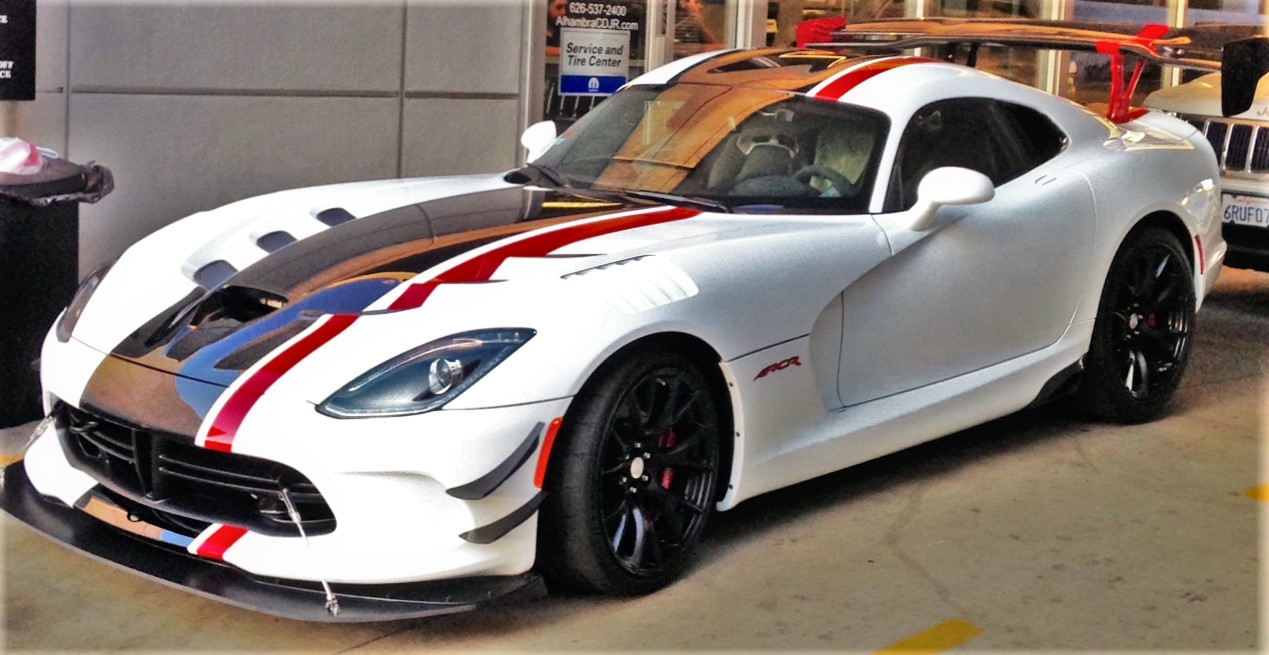
Dodge Viper III ACR

Dodge Viper III został zaprezentowany po raz pierwszy w 2012 roku.
Po dwuletniej przerwie, Dodge powrócił do produkcji Vipera w 2012 roku. Samochód zachował ewolucyjne zmiany w stylistyce i sylwetce, a zarazem jest lżejszy niż poprzednik. Przez pierwszy rok produkcji, samochód był oferowany pod wydzieloną, nowo powstałą marką jako SRT Viper, jednak jesienią 2014 roku zrezygnowano z tego rozwiązania i samochód ponownie stał się Dodge'em Viperem.
Samochód napędza ogromny silnik V10 o pojemności 8,4 l i mocy 640 KM. Moc maksymalna jest osiągana przy 6150 obrotach na minutę. Maksymalny moment obrotowy to 810 Nm, który auto osiąga przy 4950 obrotach na minutę. 
W 2013 roku producent zapowiedział limitowaną serię TA (Time Attack). Powstać ma 159 egzemplarzy, w sprzedaży pojawią się trzy warianty - pomarańczowy (TA Orange) w liczbie 93 sztuk, czarny (Venom Black) w liczbie 33 sztuk oraz biały (Bright White) również w liczbie 33 egzemplarzy.
Produkcja została zakończona w 2017 roku bez przewidzianego następcy.

### Dane techniczne
- pojemność skok.: 8,4 l
- silnik: V10
- skrzynia biegów: manualna, 6-biegowa
- waga: od 1494 do 1556 kg
- moment obrotowy: 810 Nm @ 4950 RPM
- moc: 640 KM @ 6150 RPM
- 0-100 km/h: 3,2 s
- prędkość maksymalna: 350 km/h